# سیلوا بوناتیان
سیلوا آرتاشسی بوناتیان (ارمنی: Սիլվա Արտաշեսի Բունաթյան؛  زادهٔ ۱۲ فوریهٔ ۱۹۱۷ - درگذشته ۲۰۱۰) یک معلم پیانو و نوازنده پیانو اهل ارمنستان بود.

## زندگی‌نامه
در ۱۲ فوریهٔ ۱۹۱۷ در ولادی‌قفقاز به دنیا آمد و از کنسرواتوار سن پترزبورگ فارغ‌التحصیل شد. وی در کنسرواتوار دولتی کومیتاس ایروان و تالار آکادمی ملی اپرا و باله آلکساندر اسپنداریان فعالیت می‌کرد. وی همچنین برنده چهره هنری شایسته ارمنستان شوروی شده است. وی در ۲۰۱۰ در سن ۹۳ سالگی در ایروان درگذشت.